# ジョン・アーリックマン

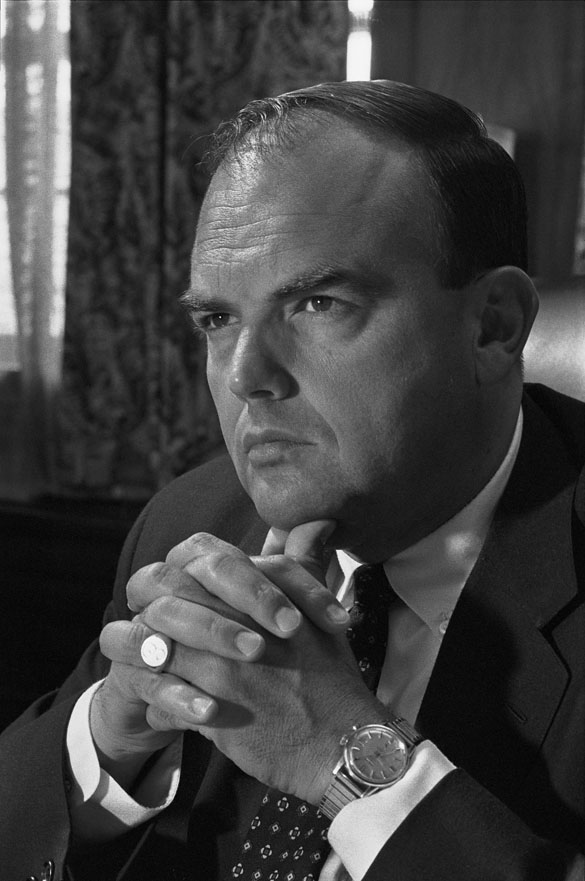
アーリックマン内政担当補佐官、1969年5月13日

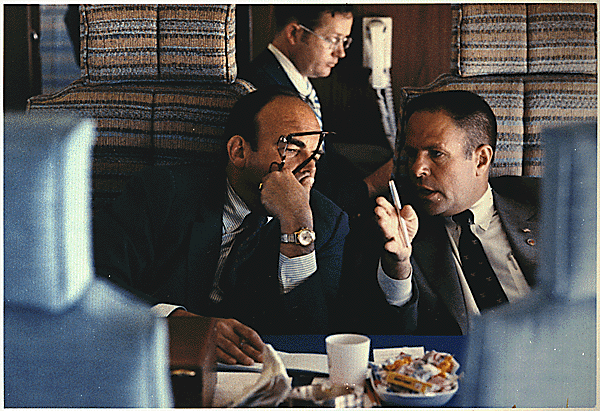
"ベルリンの壁" アーリックマンとハルデマン、1973年4月27日、辞任の三日前

ジョン・ダニエル・アーリックマン（John  Daniel Ehrlichman、1925年3月20日 - 1999年2月14日）は、リチャード・ニクソン大統領の下で大統領法律顧問や内政担当補佐官を歴任し、ウォーターゲート事件中の重要人物として知られる。

## 人物・来歴
アーリックマンは第二次世界大戦中に空軍殊勲十字章を受章した。1948年にカリフォルニア大学ロサンゼルス校 (UCLA) を卒業、その後スタンフォード大学法科大学院を卒業し、シアトル法律事務所のパートナーになった。
彼はニクソンの1968年の大統領選挙戦中、各遊説地への先遣隊員として働いた。選挙の勝利に伴い、ニクソンの最も親しいアドバイザーのうちの一人になった。彼と親友のハリー・ロビンズ・ハルデマンは揶揄気味に（かつての敵国である）「ドイツ人」("the Germans.") 、そして他の側近からニクソンを遠ざけ、その冷ややかで秘密主義の態度から「ベルリンの壁」とも呼ばれた。
ウォーターゲート事件の結果、アーリックマンは辞職した。1975年にジョン・N・ミッチェル及びハルデマンと共に共同謀議と偽証の有罪判決を受け、刑務所で18か月服役し、釈放後はラジオのトークホストになった。
1999年に糖尿病の合併症で死去した。

## 著書
- 『ザ・カンパニー』 The Company (1976)
- 『権力の裏切り』 The Whole Truth (1979)
- 『チャイナカード』 The China Card (1986)

## 映像作品
著書「ザ・カンパニー」のテレビドラマ版"Washington Behind Closed Doors"（日本では「権力と陰謀・大統領の密室」）で、ロバート・ヴォーンがジョン・アーリックマンをモデルとする辣腕補佐官「フランク・フラハティ」を演じ、1978年のエミー賞助演男優賞を受賞している。